# Maronie
Maronie (niem. Magergut) – osada w Polsce położona w województwie warmińsko-mazurskim, w powiecie ostródzkim, w gminie Łukta, w historycznym regionie Prus Górnych. W latach 1975–1998 miejscowość należała administracyjnie do województwa olsztyńskiego.
Wieś założona w 1347 r. na 6 włokach, z nadania wielkiego mistrza Hainricha Dusemera. Pierwotna nazwa wsi brzmiała Dietrichswalde, nazwa pochodziła od pierwszego właściciela i zasadźcy o imieniu Dytherich. W 1600 roku we wsi był dwa gospodarstwa wolnych chłopów.
W 1974 r. osada należała do sołectwa Mostkowo (gmina Łukta), razem z miejscowościami: PGR Chudy Dwór, PGR Gucin, osada Henryka Góra, PGR Kozia Góra i wieś Mostkowo.